# Taenaris tainides
Taenaris tainides är en fjärilsart som beskrevs av Hans Fruhstorfer 1904. Taenaris tainides ingår i släktet Taenaris och familjen praktfjärilar. Inga underarter finns listade i Catalogue of Life.